# Taeniacanthus laqueus
Taeniacanthus laqueus är en kräftdjursart som först beskrevs av Leigh-sharpe 1835.  Taeniacanthus laqueus ingår i släktet Taeniacanthus och familjen Taeniacanthidae. Arten är reproducerande i Sverige. Inga underarter finns listade i Catalogue of Life.